# Pelopides
Pelopides es un género de coleóptero de la familia Passalidae.

## Especies
Las especies de este género son:
- Pelopides burmeisteri
- Pelopides dorsalis
- Pelopides gravidus
- Pelopides mniszechi
- Pelopides monticulosus
- Pelopides pedroi
- Pelopides simplex
- Pelopides symmetricus
- Pelopides tridens